# 佐藤源治
佐藤 源治（さとう げんじ、1908年（明治41年） - 1995年（平成7年）6月9日）は、日本の教育者、民俗学者。朝日村名誉村民（現・鶴岡市名誉市民）。栄典は従四位・勲四等・旭日小綬章。

## 略歴
- 1910年（明治43年） - 山形県東田川郡本郷村熊出（現・鶴岡市熊出）に生まれる。
- 1939年（昭和14年） - 広島文理科大学（現・広島大学）卒業
- 台北師範学校（現・国立台北教育大学）教授
- 山形青年師範学校教授
- 山形県教育委員会次長
- 山形県立米沢興譲館高等学校校長
- 山形県立山形南高等学校校長
- 1970年（昭和45年） - 同職を定年退職し、民俗芸能の研究に取り組む。
- 1989年（平成元年） - 研究の為に収集した天狗面や獅子頭を朝日村に寄贈[1]
- 1995年（平成7年）6月9日 - 死去。

## 栄典等
- 1978年（昭和53年）4月29日 - 勲四等・旭日小綬章
- 1989年（平成元年） - 朝日村名誉村民顕彰[1]
- 1995年（平成7年）6月9日 - 従四位

## 著作物

### 著書
- 出版年不明 - 『天翔』
- 1956年（昭和31年） - 『雪国の子供』 自費出版
- 1960年（昭和35年） - 『鋏をもらった校長』 誌趣会（出版）
- 1970年（昭和45年） - 『山形県教育の発達と地域社会』 佐藤源治先生退職記念出版協賛会（出版）
- 1977年（昭和52年） - 『決戦下の山形県教育史』 決戦下の山形県教育史出版協賛会（出版）
- 1980年（昭和55年） - 『占領下の山形県教育史』 占領下の山形県教育史出版協賛会（出版）
- 1982年（昭和57年） - 『山形県の獅子舞』 獅子玩具館（出版）
- 1984年（昭和59年） - 『天狗と天狗舞：山形県を中心に』 獅子玩具館（出版）
- 1986年（昭和61年） - 『目で見る獅子玩具』 豊文社（出版）ISBN 4-938570-00-9
- 1997年（平成9年） - 『時代の証言者として：佐藤源治遺稿集』 佐藤美佐（出版）

### 編纂
- 1954年（昭和29年） - 『山形県産業教育史』 山形県教育庁学校教育課（編纂） 山形県教育庁学校教育課（出版）
- 2004年（平成16年） - 『目で見る百年誌：昭和53年10月1日』 揚妻政（出版）

### 監修
- 1991年（平成3年） - 『天狗・獅子の民芸品』 朝日村役場企画課（出版）

## 参考資料
- 広報『つるおか』 2006年2月1日号
- 『官報』1978年05月02日 号外 34 叙位・叙勲
- 『官報』1995年07月13日 本紙 1686 叙位・叙勲